# Kom ikke på tværs i et kryds
Kom ikke på tværs i et kryds er en samling af tre danske oplysningsfilm, der er instrueret af Mogens Petersen efter manuskript af ham selv og Hans J. Johansen.

## Handling
Tre oplysningsfilm, de såkaldte OBS-film, produceret for Rådet for større færdselssikkerhed, om forskellige aspekter af færdsel i et vejkryds.
Film 1: Til alle kørende - risikoen ved lyssignaler.

Film 2: Til alle bløde trafikanter - risikoen ved lyssignaler.

Film 3: Til alle kørende - risikoen ved ubetinget vigepligt.